# Blind Guardian
Blind Guardian é uma banda de power metal formada no ano de 1984, em Krefeld, na Alemanha.
Antes de adotarem o nome Blind Guardian, os músicos da formação original lançaram duas demos com o nome Lucifer's Heritage, em 1985 e 1986. Os membros da banda são: Hansi Kürsch como vocalista, André Olbrich e Marcus Siepen nas guitarras, Frederik Ehmke na bateria, e Barend Courbois no baixo. A banda geralmente busca inspiração para suas músicas na cultura medieval, nas mitologias nórdica e grega e nas obras de J. R. R. Tolkien.

## História
Com o nome de Lucifer's Heritage, formada em 1984 pelos mesmos integrantes da banda que viria a se chamar Blind Guardian, foram lançadas duas demos: o primeiro, intitulado Symphony of Doom, veio no ano de 1985; o segundo foi Battalions of Fear, de 1986. O primeiro contrato de gravação foi assinado com a No Remorse Records, um selo pequeno e independente. A banda teve apenas duas semanas para lançar a versão oficial de Battalions of Fear. Foram feitos oito shows para esta primeira turnê, todos ao lado da banda Grinder, que havia lançado o seu debut no mesmo ano. Os shows tinham em média 200 pessoas, e a partir daí o público só viria a aumentar.
Dessa vez teriam uma semana a mais para a gravação e ainda contaram com a participação de Kai Hansen, que havia se interessado pelo trabalho da banda. O resultado foi Follow the Blind, eleito em 2017 pelo portal Loudwire como o 12º melhor disco de power metal de todos os tempos.. O álbum inclui também um cover de "Barbara Ann", da banda norte-americana The Beach Boys, e outro de "Don't Break The Circle" da banda inglesa Demon. Não foi feita turnê para este álbum pois André e Marcus estavam de Serviço Militar, contudo conseguiram fazer algumas apresentações em fins-de-semana. A média nesses shows era maior em relação ao álbum anterior.
Com o início da década de 1990, a banda entra novamente em estúdio com o produtor Kalle Trap (o mesmo dos álbuns anteriores). Kai Hansen participa mais uma vez do álbum, fazendo duetos com Hansi. A capa foi feita por Andreas Marschall, e todas as seguintes seriam feitas por ele. Então Tales from the Twilight World é lançado. Dessa vez foram feitas três semanas de turnê, na qual a banda tocou pela primeira vez fora de seu país, indo para Áustria e Hungria. O grupo foi acompanhado, dessa vez, pelo Iced Earth. Juntamente com Jon Schaffer — líder e fundador do Iced Earth — Kürsch viria a formar o Demons & Wizards.
O selo No Remorse Records estava falindo e a distribuição dos CDs já era feita pela Virgin Records. O grupo decidiu, então, mudar de gravadora, assinando com a Virgin. Deu-se início às gravações do novo álbum, Somewhere Far Beyond. A participação de Kai Hansen novamente se fez presente neste CD. O resultado é um álbum divisor de águas para a banda. Está presente nesse álbum um dos maiores sucessos da banda: "The Bard's Song (In The Forest)". Foram pela primeira vez para fora do continente europeu, realizando dois shows em Tóquio. Foi decidido que ocorreria a gravação do primeiro álbum ao vivo, intitulado Tokyo Tales. Esse foi o último álbum com o produtor Kalle Trapp, que seria trocado por Flemming Rasmussen, pois já não oferecia um trabalho interessante à banda.
Dois anos depois são lançados dois singles, "Bright Eyes" e "A Past and Future Secret", anunciando o próximo álbum da banda: Imaginations from the Other Side, que em 2017 e 2019, respectivamente, o Loudwire e a Metal Hammer elegeram como o segundo e o terceiro melhor disco de power metal de todos os tempos. A turnê envolveu todos os países europeus e muitos foram repetidos.
Durante os anos seguintes foram feitos vários singles com covers e versões alternativas para as músicas dos álbuns anteriores. O ápice deu-se com o lançamento do The Forgotten Tales, que traz as covers antes feitas e versões variadas de outras músicas da banda.
Para o próximo álbum, Hansi decidiu deixar o baixo e dedicar-se apenas aos vocais. Para substituí-lo foi recrutado Oliver Holzwarth (das bandas Sieges Even e Val Paraíso). A posição de baixista ainda continua em aberto, pois Hansi planeja voltar a ela um dia, assim Oliver é considerado um músico convidado apenas.
Em 1998 foi lançado o single "Mirror Mirror". Poucos meses depois o álbum Nightfall in Middle-Earth foi lançado, sendo inteiramente baseado no livro O Silmarillion do escritor inglês J. R. R. Tolkien. E nesta turnê a banda foi para a América, passando pelo Brasil. Participar de grandes festivais, como Wacken Open Air, Metal Gods, Metalfest, Bang You Head, tornou-se comum para a banda.
Três anos depois surge o single que anteciparia o direcionamento musical tomado pela banda: "And Then There Was Silence". Um ano depois, em 2002, o álbum foi lançado, com o nome de A Night at the Opera. Dessa vez o tema da maioria das músicas seria a Guerra no Oriente Médio e a Guerra de Troia. Nesta turnê foram conseguidos resultados satisfatórios nos Estados Unidos e no Reino Unido, lugares onde bandas de metal alemão geralmente não fazem sucesso.[carece de fontes?]
Um single foi lançado para a música "The Bard's Song (In the Forest)", que ganhou uma nova versão; o single ainda contem três registros ao vivo da mesma e um clip de estúdio.
No mesmo ano da turnê é lançado um novo álbum ao vivo, intitulado Live, dessa vez duplo, e com gravações do mundo todo. Neste mesmo ano ocorreu um festival idealizado pela banda (Blind Guardian Open Air), e tal evento foi escolhido como palco para a gravação de um DVD duplo (o primeiro da banda), que foi intitulado Imaginations Through the Looking Glass, lançado na metade de 2004.
O ano de 2005 começou com novidades, pois Hansi anunciou no website oficial da banda que naquele ano seria lançado um novo álbum de estúdio (A Twist in the Myth) e também um álbum de músicas orquestradas, um projeto com André. No mês de julho foi anunciada a saída do baterista Thomen Stauch devido a desavenças com relação ao novo som que a banda estava criando e para levar o seu próprio projeto. O substituto de Thomen foi Frederik Ehmke.
Com o lançamento do álbum A Twist in the Myth, pode-se ver a banda com um estilo diferente, deixando um pouco de lado algumas influências do início de sua carreira.
No dia 30 de Julho de 2010, a banda lança oficialmente seu álbum At the Edge of Time, com o seu primeiro single, "A Voice in the Dark", fazendo parte do game "Sacred II: Fallen Angel" com a música Sacred Worlds .
Em outubro de 2014 a banda anuncia o lançamento do seu décimo álbum, Beyond the Red Mirror, marcado para 30 de janeiro de 2015 via Nuclear Blast. Em dezembro de 2014, o single "Twilight of the Gods" foi lançado em versão CD-digipack e em vinil de 7 polegadas. Também está sendo planejada uma sequencia de shows pela Europa na primavera de 2015, além de uma apresentação no “70000 Tons of Metal” em janeiro. Em 28 de janeiro de 2015, dois dias antes do lançamento do novo disco, Barend Curbois foi efetivado como novo baixista.
Em 1 de agosto de 2015, com o término da edição de 2015 do festival Wacken Open Air, fora confirmado a participação da banda para o próximo ano de festival, tornando assim o Blind Guardian como uma das bandas de maiores participação neste renomado festival alemão.
Em 2019, a banda lança um álbum orquestrado, o Legacy of the Dark Lands.

## Integrantes
| Membros atuais - Hansi Kürsch – Vocal (1984–presente) , Baixo (1984–1996) - André Olbrich – Guitarra, Vocal de apoio (1984–presente) - Marcus Siepen – Guitarra, Vocal de apoio (1987–presente) - Frederik Ehmke – Bateria (2005–presente) Antigos Membros - Thomas "Thomen" Stauch – Bateria (1984–1985, 1987–2005) - Thomas Kelleners – Vocal (1984) - Markus Dörk – Guitarra (1984–1985) - Christof Theißen – Guitarra (1986) - Hans-Peter Frey – Bateria (1986) | Músicos Convidados - Michael "Mi" Schüren (Estúdio e Ao Vivo) - Teclados, Vocal de apoio (1997–presente) - Matthias Ulmer (Estúdio) – Teclados, Piano (2007–presente) - Barend Courbois (Estúdio e Ao Vivo) – Baixo (2012–presente) - Mathias Wiesner (Estúdio) – Teclados (1989–2002), Baixo (1992) - Marc Zee (Ao Vivo) – Teclados, Vocal de apoio (1992-1993) - Oliver Holzwarth (do Rhapsody of Fire) (Estúdio e Ao Vivo) – Baixo, Vocal de apoio (1997–2011) - Pat Bender (Estúdio) - Teclados (2002–2006) |

## Discografia
| Álbuns de estúdio - Battalions of Fear (1988) - Follow the Blind (1989) - Tales from the Twilight World (1990) - Somewhere Far Beyond (1992) - Imaginations from the Other Side (1995) - Nightfall in Middle-Earth (1998) - A Night at the Opera (2002) - A Twist in the Myth (2006) - At the Edge of Time (2010) - Beyond the Red Mirror (2015) - Legacy of the Dark Lands (2019) - The God Machine (2022) Álbuns ao vivo - Tokyo Tales (1993) - Live (2003) - Live Beyond the Spheres (2017) | Singles - "A Past and Future Secret" (1995) - "Bright Eyes" (1995) - "Mr. Sandman" (1996) - "Mirror Mirror" (1998) - "And Then There Was Silence" (2001) - "The Bard's Song (In the Forest)" (2003) - "Fly" (2006) - "Another Stranger Me" (2007) - "A Voice In The Dark" (2010) Coletâneas - The Forgotten Tales (1996) - Memories of a Time To Come (2012) |

## Videografia
Videoclipes
- "Born in a Mourning Hall" (Imaginations from the Other Side)
- "Bright Eyes" (Imaginations from the Other Side)
- "Mr. Sandman" (Cover de The Chordettes) (The Forgotten Tales)
- "The Bard's Song (In The Forest)" (Somewhere Far Beyond)
- "Mirror Mirror" (Nightfall in Middle-Earth)
- "Another Stranger Me" (A Twist In The Myth)
- "Sacred" (Sacred 2: Fallen Angel [jogo])
- "A Voice in the Dark" (At the Edge of Time)

DVDs
- Imaginations Through the Looking Glass (2004)